# スーブー
小野 美公（おの みく、1990年3月20日- ）は、日本の元女性タレント、ダンサー。愛称はスーブー。
三重県出身。過去の所属事務所は、ライノプロダクション。

## 経歴
幼少期に見たミュージカルをきっかけにダンスを始め、大学在学中にはDREAMS COME TRUEのコンサートに参加、大学卒業後にはSMAPのバックで踊るなどダンサーとして活躍。
2014年7月24日より募集を開始した、借金を返済したい女性対象の「借金返済アイドル（仮）」全国オーディションに応募し合格。同年9月24日よりザ・マーガリンズとして活動開始。
なお、ザ・マーガリンズは2015年10月6日に劇団マーガリンズに改称後、2016年9月21日に解散（詳細は「劇団マーガリンズ」項目を参照）。
2015年9月26日には恵比寿★マスカッツメンバーへの加入が発表される。
ダンサーとしても、ダンスチームGETTIEZ（ゲッティ―ズ）に所属し、Mikuとして活動している。
2018年12月15日、品川ステラボールでのライブ「冬の卒業式〜言っとくけど私たちず〜っとマスカッツ好きだからなSP〜」を以て他5人のメンバー（湊莉久、古川いおり、夏目花実、田森美咲、神咲詩織）と共に恵比寿マスカッツを卒業。

## 人物
活動名「スーブー」は、ザ・マーガリンズ活動開始時に名付けられたニックネームに由来している。
「借金返済アイドル（仮）」全国オーディション応募のきっかけになった借金額は大学の奨学金400万円。
特技はダンス・バスケットボール・スポーツ系・場の雰囲気を和ませること、趣味はテレビ・映画鑑賞。
特技のダンスは自身が踊るだけでなく、2017年3月までダンスの先生として子供たちを指導していた。
座右の銘は母親から送られた言葉である「遠慮は自滅」。

父親は、三重県警に勤める警察官。ただしスーブー本人は、その話に触れられることを極端に嫌がっている。
イッテQ!に出るのが夢(イチ７ライブより)

## 出演

### テレビ番組
- マルガリン銀行（2014年8月20日 - 2014年12月31日、TOKYO MX）
- マスカットナイト（2015年10月8日 - 2017年3月30日、テレビ東京）
- マスカットナイト・フィーバー!!!（2017年4月6日 - 9月28日、テレビ東京）
- 恵比寿マスカッツ横丁!（2017年10月5日 - 12月28日、テレビ東京）
- ピタットTV（2018年2月7日、占いTV）
- 恵比寿マスカッツのすぽスポSPORTS（2018年5月9日 - 、BSスカパー!）

### 舞台
- 劇団マーガリンズ初公演作品「時計じかけのジンギスカン」（2016年3月8日、シアターブラッツ）第1部・第2部
- 劇団マーガリンズ第2回公演作品「フルメタル・ジャンケンポン」（2016年9月20日・21日、野方区民ホール）